# 호수 우루티아
호수 우루티아 테예리아(스페인어: Josu Urrutia Tellería, 1968년 4월 10일, 바스크 주 빌바오 ~)는 스페인의 전직 축구 선수로, 현역 시절 수비형 미드필더로 활약하였다.
그는 현역 시절 17년 전부를 아틀레틱 빌바오에서 보냈는데, 이 중 16년에 걸쳐 348번의 라 리가 경기에 출전해 10골을 기록했다. 은퇴 후, 그는 구단의 회장으로 7년을 역임하기도 했다.

## 선수 경력
우루티아는 비스카이아 도 빌바오 출신으로, 레사마의 유명한 아틀레틱 빌바오 유소년부를 졸업했다. 1984년 9월 9일, 프로 선수들이 파업으로 대거 결장한 가운데, 그는 불과 16세의 나이에 2군 소속으로 현역 신고식을 치렀고, 그는 3-1로 이긴 살라망카와의 1부 리그 경기에서 67분 출전해, 3-1 승리를 도왔다.
우루티는 1987-88 시즌에 한 차례 출전해 1-1로 비긴 스포르팅 히혼과의 안방 경기에서 90분을 모두 소화했고, 이후 그는 그 다음 시즌에 라 리가에 5번 더 출전해 2군 소속으로 2부 리그 승격을 이룩했다. 그는 1989-80 시즌에는 시즌 도중에 2군에서 1군으로 승격되었고, 1990년 4월 1일에 바야돌리드와의 2-2 안방 무승부 경기에서 첫 골을 기록했는데, 당시 이 경기를 치른 구장은 이웃 레알 소시에다드 구장 아토차였다.
1990-91 시즌을 기점으로, 우루티아는 1군의 주축 선수로 인정받아 공 가로채기, 체력, 기술이 뛰어난 가치있는 미드필더로 두각을 나타냈고, 훌렌 게레로와 같은 공격적 선수를 상호 보완했다. 바스크주 연고 구단은 챔피언스리그에 라 리가 준우승 자격으로 대회 출전권을 확보했다.
2001년부터 2003년까지 도합 25경기 출전에 그친 그는 후자의 시즌에 단 한 번의 코파 델 레이 경기 출전에 그쳤다. 우루티아는 35세에 오른쪽 무릎의 고질적인 문제로 현역 은퇴를 선언했고, 그 때까지 그는 401번의 공식 경기에 출전했다.

## 회장 임기

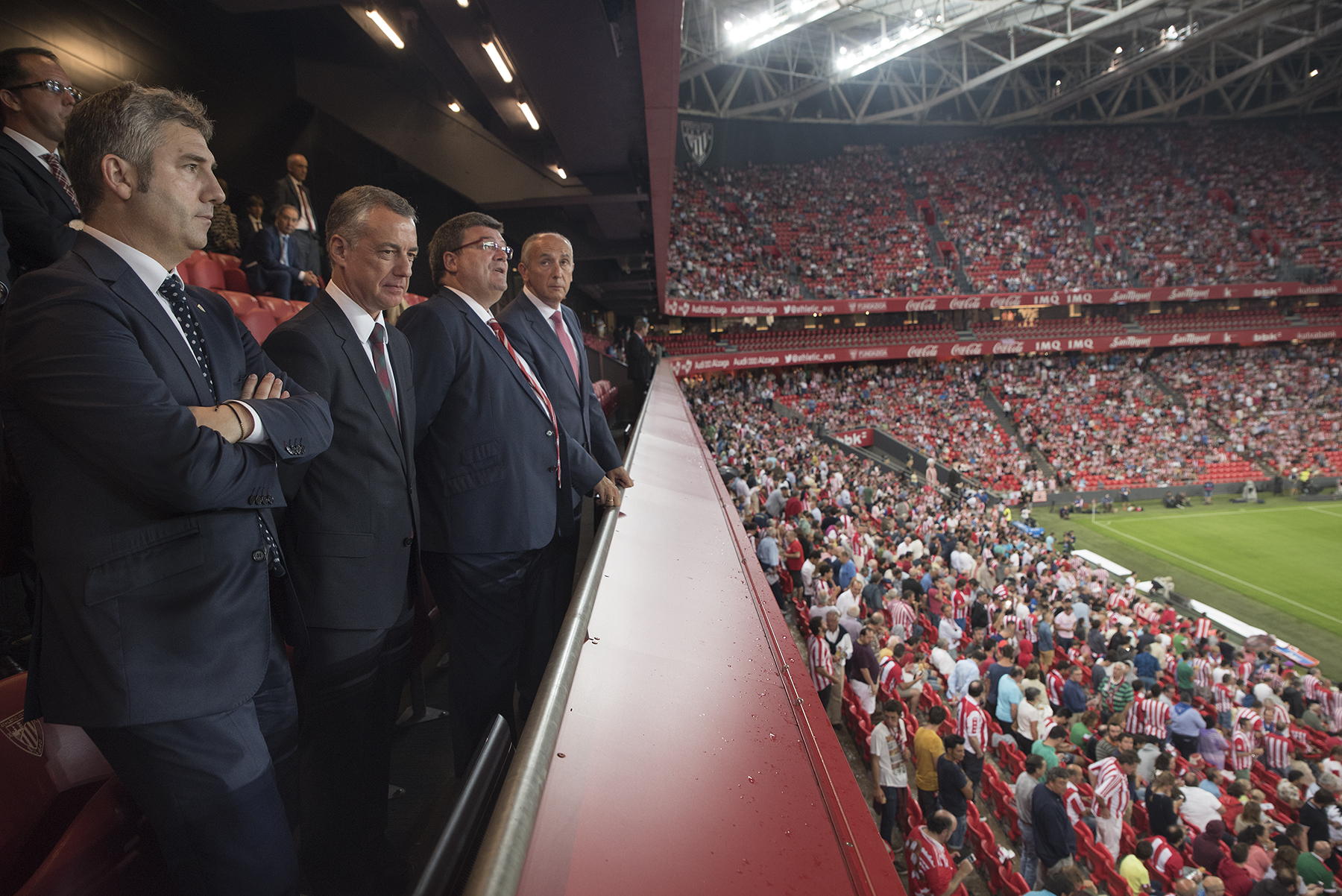
산 마메스 '기획진석'의 우루티아 (왼쪽 끝)와 이니고 우르쿠유 (2016년 바스크 수장)

2011년 7월 7일, 우루티아는 54,36%를 득표하여 회장에 취임한 구단 역사상 4번째 선수로 기록되었다. 그는 마르셀로 비엘사 감독 내정을 회장 선거 공약으로 내세웠고, 결국 그는 회장으로 취임하면서 실현됐다.
2015년 3월, 우루티아는 회장 선거에 단독으로 출마하여 재선되면서 구단을 4년을 더 맡게 되었다. 임기 초, 그는 전 동료였던 호세 앙헬 시간다를 2군의 감독으로 내정했고, 6년 후에는 1군 감독으로 승격되었다. 시간다는 또다른 현역 시절 동료였던 에르네스토 발베르데의 바통을 이어받았다.
2018년 11월, 우루티아는 아틀레틱 빌바오 회장직을 내려놓았다. '임시 회의' 소집에서 후임 회장이 당선되기 전까지, 우루티아 회장이 한 마지막 일은 에두아르도 베리소 감독을 해임한 것으로, 베리소는 앞서 시간다의 후임으로 몇 달 전 취임했지만, 성적 부진으로 해임하였다.(또한 이번에도 가이스카 가리타노가 2군 감독에서 승격되어 뒷수습을 맡았다. 12월 27일, 그의 후임을 선택할 회장 선거를 진행했고, 아이토르 엘리세기가 당선되었다.

## 같이 보기
- 원 클럽 맨 명단